# 11949 Кагаяютака
11949 Кагаяютака (11949 Kagayayutaka) — астероїд головного поясу, відкритий 19 вересня 1993 року.
Тіссеранів параметр щодо Юпітера — 3,188.